# Emotion: Side B
Emotion: Side B (estilizado como E•MO•TION: Side B) é o terceiro extended play da cantora canadense Carly Rae Jepsen, lançado em 26 de agosto de 2016 através da 604 Records, Schoolboy Records e Interscope Records. Jepsen desenvolveu Side B como um complemento ao seu terceiro álbum de estúdio Emotion (2015), em resposta à demanda dos fãs. Side B contém canções inéditas anteriormente descartadas do álbum original.
Como o álbum principal, Side B detém forte influência da música pop dos anos 1980, com narrativas líricas que giram em torno de amor e decepção. Vários compositores e produtores de Emotion reprisaram seus papéis em Side B, incluindo Greg Kurstin, Dev Hynes e Rami Yacoub. O EP recebeu avaliações favoráveis após seu lançamento e foi incluído em múltiplas listas de melhores do ano. A edição exclusiva japonesa do EP foi complementada com a canção "Cut to the Feeling", single de Jepsen gravado para o filme Ballerina (2016). Em 2021, Emotion: Side B já havia vendido mais de 17.000 cópias mundialmente.

## Antecedentes
No ano de 2015, Jepsen lançou seu terceiro álbum de estúdio, Emotion, que foi recebido com uma resposta comercial abaixo do esperado. Apesar disso, o álbum desenvolveu uma apreciação e Jepsen tornou-se uma "queridinha da crítica". O disco então participou de diversas listas de fio de ano de revistas como NPR, NME, Complex e The Village Voice, e o ciclo promocional do mesmo foi rondado por uma apresentação bem-aceita de Jepsen no Pitchfork Music Festival de 2016. Durante uma entrevista concebida à estação de rádio WMSC em março de 2016, Jepsen expressou seu desejo de lançar alguns materiais que foram deixados de lado durante as sessões de gravação para Emotion, declarando que esteve pensando em um lançamento parecido como uma continuação do álbum, algo como Emotion 2.0. Ao longo do processo de finalização de Emotion, Jepsen e sua equipe tiveram que trabalhar sob um limite de dezessete faixas. Uma das canções que não adentraram a lista de faixas final do disco, "When I'm Alone", teve seus diretos comprados e foi incluída no álbum 4 Walls do grupo feminino sul-coreano f(x).

## Lista de faixas
| N.º            | Título          | Compositor(es)                                                      | Produtor(es)    | Duração |  |
| 1.             | "First Time"    | Carly Rae Jepsen Rami Yacoub Carl Falk Wayne Hector                 | Falk Rami       | 3:35    |  |
| 2.             | "Higher"        | Greg Kurstin Claude Kelly                                           | Kurstin         | 3:54    |  |
| 3.             | "The One"       | Jepsen Kyle Shearer Nate Campany                                    | Shearer         | 3:23    |  |
| 4.             | "Fever"         | Jepsen Shearer Campany Saul Alexander Castillo Vasquez              | Shearer         | 3:03    |  |
| 5.             | "Body Language" | Jepsen Tom Barnes Ben Kohn Pete Kelleher Devonté Hynes Tavish Crowe | TMS             | 2:53    |  |
| 6.             | "Cry"           | Jepsen Nick Ruth Tavish Crowe                                       | Ruth            | 3:56    |  |
| 7.             | "Store"         | Jepsen Christopher J. Baran Campany Ben Romans                      | CJ Baran Romans | 3:12    |  |
| 8.             | "Roses"         | Jepsen Ryan Stewart                                                 | Shearer Stewart | 3:39    |  |
| Duração total: | Duração total:  | Duração total:                                                      | Duração total:  | 27:36   |  |

## Créditos
A lista dos créditos de produção de Emotion: Side B foram obtidas através do encarte oficial do disco.
| - Carly Rae Jepsen: vocais principais, composição - Rami Yacoub: composição, produção (faixa 1) - Carl Falk: composição, produção (faixa 1), mixagem (faixa 1) - Wayne Hector: composição (faixa 1) - Greg Kurstin: composição, produção (faixa 2), mixagem (faixa 2) - Claude Kelly: composição - Kyle Shearer: composição, produção (faixas 3, 4 e 8) - Nate Campany: composição (faixas 3, 4 e 7) - Saul Alexander Castillo Vasquez: composição (faixa 4) - Devonté Hynes: composição (faixa 5) - Tavish Crowe: composição (faixas 5 e 6) | - TMS: produção (faixa 5) - Tom Barnes: composição - Ben Kohn: composição - Pete Kelleher: composição - Nick Ruth: composição, produção (faixa 6) - CJ Baran: composição, produção (faixa 7) - Ben Romans: composição, produção (faixa 7) - Ryan Stewart: composição, produção (faixa 8) - Mitch McCarthy: mixagem (faixas 3–8) |

## Histórico de lançamento
| Região | Data                 | Formato          | Gravadora                           | Ref    |
| ------ | -------------------- | ---------------- | ----------------------------------- | ------ |
| Mundo  | 26 de agosto de 2016 | Download digital | 604 School Boy Interscope Universal | [ 10 ] |